# Otto von Kotzebue
Otto von Kotzebue (30. prosinec 1787, Tallinn – 15. únor 1846, Tallinn) byl estonsko-německo-ruský cestovatel, syn dramatika Augusta von Kotzebue. Narodil se v estonském Tallinnu (tehdy Ruské impérium), v rodině baltských Němců, svůj život spojil s ruským námořnictvem. Je po něm pojmenován Kotzebueův záliv na západním pobřeží Aljašky a rovněž městečko na Aljašce.

## Život
Roku 1803, ve svých patnácti letech, se zúčastnil první ruské plavby kolem světa, na lodi Naděžda. Výpravě velel kapitán Ivan Ivanovič (Adam Johann von) Kruzenštern, příští admirál. V roce 1815 byl jmenován velitelem brigy Rjurik, která měla také obeplout svět a především hledat severní spojení Tichého oceánu a Atlantiku. Plula přes Baltské moře do Severního moře. V Lamanšském průlivu loď zastihla bouře a zle ji poničila. Další smrtelné nebezpečí přišlo v Drakeově průlivu. Obří vlna málem zabila i samotného Kotzebua. Loď se ale nepotopila, byla jen poškozená, a tak ji Kotzebue nechal opravit v Chile.
Poté se expedice zastavila v přístavu Petropavlovsk na Kamčatce a dále mířila na Aleuty, na Havajské ostrovy a objevila nové atoly u Marshallových ostrovů. Na Aljašce prozkoumala dosud zcela neznámou část pobřeží. U Aljašky však přišla rovněž další krize, kdy bouře znovu málem Rjurika potopila a Kotzebue podruhé málem přišel o život. Mezi Sumatrou a Jávou se Rusové dostali do konfliktu s piráty a došlo i na dělostřelecký souboj. Pak již výprava dorazila znovu do Evropy – přes Portsmouth a Kodaň do Tallinu.
Další výpravy se zúčastnil v roce 1823 na šalupě Predprijatije, která plula na Kamčatku, do Petropavlovsku. Roku 1826 se úspěšně vrátila do Kronštadtu. Poté se již Kotzebuovo zdraví zhoršilo natolik, že plavba po moři nepřicházela do úvahy – do důchodu odešel v dvaačtyřiceti letech, zemřel v osmapadesáti.